# SOGI (雑誌)
SOGIは、表現文化社が1990年12月より2016年10月まで発行していた隔月刊の葬儀・葬式雑誌。

## 概要
死と葬送の文化について扱う、日本語では唯一の葬送専門雑誌だった。

## 沿革
表現文化社の社長でもあった『葬儀概論』の著者、碑文谷創が編集長を務めていた。
太田宏人は2004年から休刊まで取材・編集に参画していた